# Agum III
Agum III – według Kroniki wczesnych królów jeden z kasyckich władców Babilonii, syn Kasztiliasza III. Podobnie jak jego wuj Ulam-Buriasz wyprawiał się przeciw Krajowi Nadmorskiemu:
„Agum (III), syn Kasztiliasza (III), zebrał swą armię i pomaszerował do Kraju Nadmorskiego. Zdobył miasto Dur-Enlil (i) zbezcześcił E-galgalszeszna, tamtejszą świątynię boga Enlila”